# Comitatul Starke, Indiana
Comitatul Starke, conform originalului din limba engleză, Starke County (codul său FIPS este 18 - 151 Arhivat în 6 august 2011, la Wayback Machine.), este unul din cele 93 de comitate ale statului american Indiana. Sediul comitatului este localitatea Knox.
Situat în partea nord-vestică a statului Indiana, Steuben County se învecinează cu șapte alte comitate din statul Indiana. Conform datelor recensământului din anul 2010, populația comitatului fusese 23.363 de locuitori.

## Istoric
Comitatul Starke a fost creat oficial în 1835  și organizat în 1850. A fost denumit pentru a onora generalul John Stark, care a comandat trupele statului New Hampshire în Bătălia de la Bunker Hill din 1775, una din primele bătălii ale Războiului de Independență al Statelor Unite ale Americii. Generalul Stark a fost ulterior comandant al trupelor americane care au fost înfrânte de către britanici în Bătălia de la Bennington din 1777.

## Geografie
Conform datelor furnizate de United States Census Bureau, la data recensământului din anul 2010, suprafață totală a comitatului era de 808,27 km2 (ori 312.21 sqmi), dintre care 800,31 km3 (sau 309.13 sqmi, adică 99.02%) este uscat iar restul de 7,96 km2 (sau 3.08 sqmi, adică 0.92%) este apă.
Partea de nord-vest a comitatului Starke este delimitat de Kankakee; râul Yellow, un afluent al râului Kankakee, curge prin partea centrală a comitatului și prin Knox.

### Comitate adiacente
- Comitatul LaPorte—nord
- Comitatul Saint Joseph—nord-est
- Comitatul Marshall—est
- Comitatul Fulton—sud-est
- Comitatul Pulaski—sud
- Comitatul Jasper—vest
- Comitatul Porter—nord-vest

### Orașe și târguri (Cities și towns)
- Hamlet
- Knox
- North Judson

### Localități neîncorporate (Unincorporated towns)
- Bass Lake
- English Lake
- Grovertown
- Koontz Lake
- Ora
- San Pierre

### Districte civile (Townships)
- California
- Center
- Davis
- Jackson
- North Bend
- Oregon
- Railroad
- Washington
- Wayne

### Drumuri importante
- US 30
- US 35
- US 421
- SR 8
- SR 10
- SR 23
- SR 39